# MAZ-4471
Der Lastkraftwagen MAZ-4471 (russisch МАЗ-4471, deutsche Transkription eigentlich MAS-4471) ist eine Sattelzugmaschine des belarussischen Fahrzeugherstellers Minski Awtomobilny Sawod, die seit dem Jahr 2006 in Serie produziert wird.  Technisch basiert sie auf dem schon seit 2003 gebauten MAZ-4371.

## Beschreibung
Bei dem Fahrzeug handelt es sich um einen zweiachsigen Lkw, der hauptsächlich für den Nahverkehr konzipiert wurde. Es ist aber auch ein Schlafplatz in der Kabine vorhanden. Es setzt somit die bei MAZ vorhandene Tradition fort, auf Basis von gewöhnlichen zweiachsigen Lkw auch Sattelzugmaschinen zu produzieren. Ein weiteres Beispiel dafür ist der MAZ-5433, der etwas oberhalb des MAZ-4471 angesiedelt ist und technisch auf dem MAZ-5337 aufgebaut ist.
Die Sattelzugmaschine wurde 2006 auf der Moscow International Motorshow vorgestellt. Im Betrieb ist sie hauptsächlich mit dem ebenfalls von MAZ gefertigten zweiachsigen Auflieger MAZ-931020 anzutreffen, der auf die Abmessungen und zulässigen Gesamtgewichte der Zugmaschine abgestimmt ist. Die Sattelkupplung liegt mit nur 950 mm über der Straße niedriger als bei größeren Modellen.
Der MAZ-4471 erfüllt die Anforderungen an das TIR-Versandverfahren und kann theoretisch auch in Deutschland zugelassen und betrieben werden. Praktisch spielt das Fahrzeug im westeuropäischen Straßenbild jedoch keine Rolle.
Mit Stand 2016 führt der Hersteller das Modell auf seiner Webseite nicht mehr auf, eine Meldung zur Einstellung der Produktion ist jedoch auch nicht bekannt.

## Technische Daten
Es werden zwei verschiedene Varianten des Fahrzeugs angeboten, MAZ-447131 und MAZ-447137. Sie unterscheiden sich jedoch nur sehr geringfügig. Die angegebenen Daten beziehen sich auf das Modell -447137.
- Motor: Deutz TCD 2013 L04 4V
- Motortyp: Sechszylinder-Dieselmotor
- Leistung: 140 kW (190 PS)
- Drehmoment: 680 Nm
- Getriebe: ZF 6S800
- Anzahl der Vorwärtsgänge: 6
- Tankinhalt: 200 l Dieselkraftstoff
- Verbrauch: 22,2 l/100 km (bei 80 km/h)
- Höchstgeschwindigkeit: 85 km/h (elektronisch begrenzt)
- Antriebsformel: (4×2)

Abmessungen und Gewichtsangaben
- Zulässiges Gesamtgewicht des Zugs: 21.000 kg
- Zulässiges Gesamtgewicht des Zugfahrzeugs: 10.000 kg
- Leergewicht des Zugs: 8500 kg
- Zuladung: 12.500 kg
- Länge: 5300 mm (Gesamtlänge des Zugs: 9600 mm)
- Breite: 2550 mm
- Höhe des Zugfahrzeugs: 3450 mm (mit Windabweiser)
- Radstand: 3000 mm
- Reifendimensionen: 235/75R17.5
- Ladevolumen: 60 m³